# راندي موس
راندي موس (بالإنجليزية: Randy Moss) هو لاعب كرة قدم أمريكية أمريكي، ولد في 13 فبراير 1977 في Rand, West Virginia ‏ في الولايات المتحدة.

## وصلات خارجية
- الموقع الرسمي
- راندي موس على موقع إي إس بي إن.كوم (أن.أف.أل)3
- راندي موس على موقع مرجع كرة القدم المحترفة.كوم (الإنجليزية)
- راندي موس على موقع IMDb (الإنجليزية)
- راندي موس على موقع الموسوعة البريطانية (الإنجليزية)
- راندي موس على موقع إن إن دي بي (الإنجليزية)
- راندي موس على موقع قاعدة بيانات الفيلم (الإنجليزية)